# Ferdinand Lammot Belin
Ferdinand Lammot Belin (ur. 15 marca 1881 w Scranton, zm. 1961) – amerykański polityk i dyplomata, ambasador Stanów Zjednoczonych w Polsce w latach 1932-1933.